# Örebro valkrets
Örebro valkrets var i riksdagsvalen till andra kammaren 1866–1908 en egen valkrets med ett mandat. Valkretsen, som alltså omfattade Örebro stad (däremot inte Örebro härad, som ingick i Örebro och Glanshammars häraders valkrets), avskaffades vid införandet av proportionellt valsystem inför valet 1911 och uppgick i Örebro läns norra valkrets.

## Riksdagsmän
- Wilhelm Gumælius (1867–1869)
- Arvid Gumælius, nylib 1870–1871, sedan lmp eller vänstervilde (1870–1877)
- Leonard Wistelius (1878)
- Henrik Halldin, lmp  (1879–1881)
- Arvid Gumælius, lmp eller vänstervilde, nya c 1883–1885, vänstern 1886, nya c första riksdagen 1887 (1882–1890)
- Anton Hahn, gamla lmp 1891–1894, folkp 1895–1896 (1891–1896)
- Enar Sahlin, vilde (1897–1899)
- Gottlieb Spangenberg, lib s (1900–1902)
- Göran Lindgren, vilde (1903–1905)
- Erik Nilson, lib s (1906–1911)

## Valresultat

### 1896
| Andrakammarvalet i Sverige 1896: Örebro valkrets | Andrakammarvalet i Sverige 1896: Örebro valkrets | Andrakammarvalet i Sverige 1896: Örebro valkrets | Andrakammarvalet i Sverige 1896: Örebro valkrets | Andrakammarvalet i Sverige 1896: Örebro valkrets |
| Kandidat                                         | Kandidat                                         | Röster                                           | Röster                                           | Röster                                           |
| Kandidat                                         | Kandidat                                         | Antal                                            | %                                                | +− %                                             |
| ------------------------------------------------ | ------------------------------------------------ | ------------------------------------------------ | ------------------------------------------------ | ------------------------------------------------ |
|                                                  | Enar Sahlin                                      | 522                                              | 56,7                                             |                                                  |
|                                                  | A. Fridén (fp)                                   | 398                                              | 43,3                                             |                                                  |
| Antal giltiga röster                             | Antal giltiga röster                             | 920                                              |                                                  |                                                  |
| Kasserade röster                                 | Kasserade röster                                 | 1                                                |                                                  |                                                  |
| Totalt                                           | Totalt                                           | 921                                              |                                                  |                                                  |

- Valdeltagandet var 67,4%.

### 1899
| Andrakammarvalet i Sverige 1899: Örebro valkrets | Andrakammarvalet i Sverige 1899: Örebro valkrets | Andrakammarvalet i Sverige 1899: Örebro valkrets | Andrakammarvalet i Sverige 1899: Örebro valkrets | Andrakammarvalet i Sverige 1899: Örebro valkrets |
| Kandidat                                         | Kandidat                                         | Röster                                           | Röster                                           | Röster                                           |
| Kandidat                                         | Kandidat                                         | Antal                                            | %                                                | +− %                                             |
| ------------------------------------------------ | ------------------------------------------------ | ------------------------------------------------ | ------------------------------------------------ | ------------------------------------------------ |
|                                                  | Gottlieb Spangenberg                             | 360                                              | 37,1                                             |                                                  |
|                                                  | redaktör Kvist                                   | 326                                              | 33,6                                             |                                                  |
|                                                  | Henrik Halldin                                   | 284                                              | 29,3                                             |                                                  |
| Antal giltiga röster                             | Antal giltiga röster                             | 970                                              |                                                  |                                                  |
| Kasserade röster                                 | Kasserade röster                                 | 2                                                |                                                  |                                                  |
| Totalt                                           | Totalt                                           | 972                                              |                                                  |                                                  |

Valet ägde rum den 14 september 1899. Valdeltagandet var 66,6%.

### 1902
| Andrakammarvalet i Sverige 1902: Örebro valkrets | Andrakammarvalet i Sverige 1902: Örebro valkrets | Andrakammarvalet i Sverige 1902: Örebro valkrets | Andrakammarvalet i Sverige 1902: Örebro valkrets | Andrakammarvalet i Sverige 1902: Örebro valkrets |
| Kandidat                                         | Kandidat                                         | Röster                                           | Röster                                           | Röster                                           |
| Kandidat                                         | Kandidat                                         | Antal                                            | %                                                | +− %                                             |
| ------------------------------------------------ | ------------------------------------------------ | ------------------------------------------------ | ------------------------------------------------ | ------------------------------------------------ |
|                                                  | Göran Lindgren                                   | 417                                              | 40,8                                             |                                                  |
|                                                  | lektor R. Steffen                                | 408                                              | 40,0                                             |                                                  |
|                                                  | F.M. Hultgren                                    | 196                                              | 19,2                                             |                                                  |
| Antal giltiga röster                             | Antal giltiga röster                             | 1,021                                            |                                                  |                                                  |
| Kasserade röster                                 | Kasserade röster                                 | 3                                                |                                                  |                                                  |
| Totalt                                           | Totalt                                           | 1,024                                            |                                                  |                                                  |

Valet ägde rum den 18 september 1902. Valdeltagandet var 59,2%.

### 1905
| Andrakammarvalet i Sverige 1905: Örebro valkrets | Andrakammarvalet i Sverige 1905: Örebro valkrets | Andrakammarvalet i Sverige 1905: Örebro valkrets | Andrakammarvalet i Sverige 1905: Örebro valkrets | Andrakammarvalet i Sverige 1905: Örebro valkrets |
| Kandidat                                         | Kandidat                                         | Röster                                           | Röster                                           | Röster                                           |
| Kandidat                                         | Kandidat                                         | Antal                                            | %                                                | +− %                                             |
| ------------------------------------------------ | ------------------------------------------------ | ------------------------------------------------ | ------------------------------------------------ | ------------------------------------------------ |
|                                                  | Erik Nilson                                      | 724                                              | 61,2                                             |                                                  |
|                                                  | Göran Lindgren                                   | 459                                              | 38,8                                             | ▼2,0                                             |
| Antal giltiga röster                             | Antal giltiga röster                             | 1,183                                            |                                                  |                                                  |
| Kasserade röster                                 | Kasserade röster                                 | 2                                                |                                                  |                                                  |
| Totalt                                           | Totalt                                           | 1,185                                            |                                                  |                                                  |

Valet ägde rum den 26 september 1905. Valdeltagandet var 54,6%.

### 1908
| Andrakammarvalet i Sverige 1908: Örebro valkrets | Andrakammarvalet i Sverige 1908: Örebro valkrets | Andrakammarvalet i Sverige 1908: Örebro valkrets | Andrakammarvalet i Sverige 1908: Örebro valkrets | Andrakammarvalet i Sverige 1908: Örebro valkrets |
| Kandidat                                         | Kandidat                                         | Röster                                           | Röster                                           | Röster                                           |
| Kandidat                                         | Kandidat                                         | Antal                                            | %                                                | +− %                                             |
| ------------------------------------------------ | ------------------------------------------------ | ------------------------------------------------ | ------------------------------------------------ | ------------------------------------------------ |
|                                                  | Erik Nilson                                      | 1,123                                            | 58,5                                             | ▼2,7                                             |
|                                                  | Arthur Östlund (S)                               | 572                                              | 29,8                                             |                                                  |
|                                                  | Göran Lindgren (höger)                           | 224                                              | 11,7                                             | ▼27,1                                            |
| Antal giltiga röster                             | Antal giltiga röster                             | 1,919                                            |                                                  |                                                  |
| Kasserade röster                                 | Kasserade röster                                 | 3                                                |                                                  |                                                  |
| Totalt                                           | Totalt                                           | 1,922                                            |                                                  |                                                  |

Valet ägde rum den 16 september 1908. Valdeltagandet var 67,5%.